# Antonio Ibáñez de la Riva Herrera
Antonio Ibáñez de la Riva Herrera (Solares, Medio Cudeyo, 1633 – Madri, março de 1710) foi um religioso e administrador espanhol. Arcebispo de Saragoça, vice-rei de Aragão, inquisidor-geral, também foi nomeado arcebispo de Toledo, porém faleceu antes de tomar posse.

## Biografia
Descende da família dos Marqueses de Villa-Torre, era filho do General de Artilharia das Cuatro Villas da costa da Cantábria, Juan Ibáñez y Agüero, e Catalina de la Riva-Herrera y Sota. Obteve em 1658 uma bolsa de estudos no Colegio Mayor de San Ildefonso de Alcalá de Henares e, pouco depois, uma cátedra de Letras na sua Universidade. Em 1663, ingressou na penitenciária da catedral de Burgo de Osma; em 1668 ao magistrado de Málaga e em 1680 como arquidiácono de Ronda.
Foi nomeado por Carlos II para a Diocese de Ceuta em 22 de dezembro de 1684, confirmado em 9 de abril de 1685, e ordenado em 8 de julho. O consagrador principal foi Dom Alfonso Enríquez de Santo Tomás, OP, na Diocese de Málaga. Depois, foi promovido para a Arquidiocese de Saragoça em 28 de abril de 1687.
Entre agosto de 1690 e 14 de dezembro de 1692 presidiu o Conselho de Castela, quando solicitou dispensa ao rei para dedicar-se a arquidiocese. Foi premiado com o título de Marquês de Valbuena de Duero. Por duas vezes ocupou os cargos de vice-rei e Capitão Geral de Aragão: entre 28 de fevereiro de 1693 e 1696, sob Carlos II; e depois em plena Guerra de Sucessão Espanhola, sob Filipe V, em 1703 vice-rei e capitão-geral em 1704. 
Convocou um sínodo em Saragoça em 1697, elaborando as Constituições Sínodas e fundou o Montepio de Saragoça. Durante seu arcebispado em Saragoça efetuaram-se as obras de construção da nova torre da catedral.
Em dezembro de 1705, Aragão levantou-se contra Filipe V, em favor do pretendente austríaco Carlos de Habsburgo. Em 1706 Dom Ibáñez publicou um Manifesto em Saragoça contra os sedicionistas (como chamava os apoiantes do arquiduque) e a favor de Filipe V. Mantendo-se fiel ao rei, foi nomeado Inquisidor Geral em Madrid, em 29 de abril de 1709. Roma, influenciada pelos austríacos, levantou algumas objeções, mas acabou concordando, embora tenha permanecido poucos meses nele. Em 29 de setembro de 1709, o rei também o nomeou arcebispo de Toledo; a designação foi contestada pela Santa Sé, que não estava aceitando para as mitras espanholas nem os apresentados pelo arquiduque, nem pelos Bourbon. Quando Dom Antonio Ibáñez morreu em Madrid, aos 77 anos, não havia obtido a bula papal para a sé de Toledo.

Seus restos mortais foram depositados provisoriamente no cemitério de Nuestra Señora de la Almudena e em 22 de maio de 1780 foram transferidos para a capela de Santiago do templo metropolitano do Salvador de Saragoça, que ele construiu às suas próprias custas.